# Goodyera rostellata
Goodyera rostellata är en orkidéart som beskrevs av Oakes Ames och Charles Schweinfurth. Goodyera rostellata ingår i släktet knärötter, och familjen orkidéer. Inga underarter finns listade i Catalogue of Life.